# Бедрицкий, Александр Иванович
Алекса́ндр Ива́нович Бедри́цкий (род. 10 июля 1947, Ангрен, Узбекская ССР) — российский государственный деятель, президент Российского гидрометеорологического общества (с 2018). Руководитель Федеральной службы по гидрометеорологии и мониторингу окружающей среды России (1993—2009), советник Президента Российской Федерации по вопросам изменения климата (2009—2018). Президент Всемирной метеорологической организации (2003—2011). Кандидат географических наук.

## Биография
В 1975 году окончил Ташкентский электротехнический институт связи.
В 1980—1992 годах — заместитель начальника Узбекского республиканского управления по гидрометеорологии.
В 1992—1993 годах — первый заместитель Председателя Комитета по гидрометеорологии и мониторингу окружающей среды Министерства экологии и природных ресурсов РФ.
В 1993 году возглавил Росгидромет, в июне и ноябре 1998 года вновь утверждался на должность руководителя Росгидромета в составе кабинетов Сергея Кириенко и Евгения Примакова.
В 2003 году Александр Бедрицкий был избран президентом Всемирной метеорологической организации (ВМО). В 2007 году он был переизбран на второй четырёхлетний срок. Ещё с 1978 года он принимал активное участие в деятельности ВМО и других международных организаций и конференций Сторон конвенций, касающихся окружающей среды, а также двусторонних и многосторонних соглашений. С мая 1993 года он являлся постоянным представителем Российской Федерации при ВМО.
Участник ликвидации последствий аварии на Чернобыльской АЭС.
С 27 ноября 2009 по 22 июня 2018 года — советник Президента Российской Федерации по вопросам изменения климата.
С 25 января 2010 года по 18 июля 2018 года — специальный представитель Президента Российской Федерации по вопросам климата..

## Семья
Женат, имеет троих сыновей, а также четырёх внучек.

## Награды
Премия Правительства Российской Федерации 2011 года в области науки и техники (Распоряжение Правительства Российской Федерации от 6 февраля 2012 г  №146-р) -за разработку и внедрение государственной территориально-распределенной системы космического мониторинга окружающей среды
- Медаль «За трудовую доблесть» (1983);
- Ветеран труда (1990);
- орден Мужества (15 июня 1996) — за мужество и самоотверженность, проявленные при ликвидации последствий аварии на Чернобыльской АЭС[5];
- премия Правительства Российской Федерации в области науки и техники (29 февраля 2000) — за создание и внедрение системы мониторинга и прогнозирования катастроф и стихийных бедствий в Российской Федерации[6];
- благодарность Президента Российской Федерации (28 ноября 2003) — за большой вклад в подготовку и проведение Всемирной конференции по изменению климата[7];
- орден «За заслуги перед Отечеством» IV степени (11 марта 2006) — за большой вклад в развитие гидрометеорологической службы[8];
- премия Всемирной метеорологической организации[вд] (2014)[9].